# Araneus washingtoni
Araneus washingtoni este o specie de păianjeni din genul Araneus, familia Araneidae, descrisă de Levi, 1971. Conform Catalogue of Life specia Araneus washingtoni nu are subspecii cunoscute.